# Ta mej till havet
Ta mej till havet är en kärleksballad med sommartema, skriven av Peter Lundblad. Han spelade in och fick en hit med den 1986 och släppte den på singel samma år. Den kom även samma år på albumet med samma namn.
Låten skrevs i Bunkeflostrand (Rostvingegatan) i januari 1985, men den ursprungliga texten var på engelska . 
Den användes i introt till 1988 års sommarlovsmorgonprogram Sommarlov.
Allt sedan dess sjungs den ofta som allsång i Sverige, och räknas som en klassiker bland de låtar som i Sverige varit en så kallad sommarhit.

## Andra inspelningar
En inspelning av det svenska dansbandet Curt Haagers låg på Svensktoppen i fyra veckor under perioden 16 november-7 december 1986, med sjätteplats som främsta placering där. Curt Haagers inspelning låg också på bandets album Curt Haagers -87 från 1986.
Låten spelades också in av Lasse Berghagen till hans album Nära till naturen 1988.
Hanne Krogh (Norge) har skrivit en norsk version med titeln är "Ta meg til havet". Krogh har spelat in sången, och den blev utgiven på albumet Ta meg til havet.
Jørn Hoel (Norge) har spelat in Lær oss å leve med text av Oddvar Nygård. Den blev utgiven på albumet Kjærlighetens teater. Denna sång var skriven på melodin till Lundblads sång, men texten är oberoende originaltexten.

## Stämning mot Silja Line
2004 stämde Peter Lundblad och Universal Music rederiet Silja Line för en reklamkampanj med slogan "Ta dig till havet, vi gör dig till kung". Silja Line menade att stämningen var ogrundad, att de inte hade gjort något fel och att det aldrig varit meningen att inkräkta på hans låt. Tingsrätten dömde Silja Line att betala rättegångskostnader på drygt en halv miljon kronor samt 50 000 kronor till Lundblad och 350 000 kronor till Universal.